# Град Бихаћ
Град Бихаћ је јединица локалне самоуправе на западу Федерације Босне и Херцеговине, БиХ. Сједиште града се налази у насељеном мјесту Бихаћ. Према подацима Агенције за статистику Босне и Херцеговине на попису становништва 2013. године, у Граду Бихаћ је пописано 56.261 лице.
На западу се Град Бихаћ граничи са Републиком Хрватском, односно општинама Доњи Лапац и Плитвичка Језера, на сјеверу са општином Цазин, на истоку са општинама Босанска Крупа и Босански Петровац, а на југу са општином Дрвар.
Национални парк Уна се у цјелини (19.800 хектара) налази на територији општине Бихаћ.

## Становништво
|                      | 2013.           | 1991.            | 1981.            | 1971.            |
| Укупно               | 56 261 (100,0%) | 70 732 (100,0%)  | 65 544 (100,0%)  | 58 185 (100,0%)  |
| Бошњаци              | 49 550 (88,07%) | 46 737 (66,08%)1 | 40 041 (61,09%)1 | 37 325 (64,15%)1 |
| Хрвати               | 3 265 (5,803%)  | 5 580 (7,889%)   | 5 855 (8,933%)   | 6 824 (11,73%)   |
| Срби                 | 910 (1,617%)    | 12 689 (17,94%)  | 11 093 (16,92%)  | 12 096 (20,79%)  |
| Босанци              | 829 (1,473%)    | –                | –                | –                |
| Неизјашњени          | 619 (1,100%)    | –                | –                | –                |
| Муслимани            | 378 (0,672%)    | –                | –                | –                |
| Босанци и Херцеговци | 233 (0,414%)    | –                | –                | –                |
| Роми                 | 181 (0,322%)    | –                | 31 (0,047%)      | –                |
| Остали               | 150 (0,267%)    | 1 370 (1,937%)   | 246 (0,375%)     | 456 (0,784%)     |
| Непознато            | 38 (0,068%)     | –                | –                | –                |
| Албанци              | 37 (0,066%)     | –                | 48 (0,073%)      | 59 (0,101%)      |
| Југословени          | 21 (0,037%)     | 4 356 (6,158%)   | 8 003 (12,21%)   | 1 133 (1,947%)   |
| Словенци             | 15 (0,027%)     | –                | 71 (0,108%)      | 105 (0,180%)     |
| Православци          | 12 (0,021%)     | –                | –                | –                |
| Црногорци            | 10 (0,018%)     | –                | 115 (0,175%)     | 112 (0,192%)     |
| Македонци            | 7 (0,012%)      | –                | 41 (0,063%)      | 75 (0,129%)      |
| Турци                | 4 (0,007%)      | –                | –                | –                |
| Украјинци            | 2 (0,004%)      | –                | –                | –                |

1. 1 На пописима од 1971. до 1991. Бошњаци су пописивани углавном као Муслимани.

## Насељена мјеста
Послије потписивања Дејтонског споразума, тадашња општина Бихаћ у цјелини (689 km2), ушла је у састав Федерације БиХ. У састав општине Бихаћ ушла су и сљедећа насељена мјеста која су се до рата налазила у саставу општине Дрвар: Бобољусци, Босански Осредци, Горњи Тишковац, Мали Цвјетнић, Мало Очијево, Мартин Брод, Очигрије, Палучци, Трубар, Велики Цвјетнић и Велико Очијево. Сада територија града Бихаћа има укупно 900 km2.